# Yong'an, Guangdong
Yong'an är en köping i sydöstra Kina. Den ligger i stadsdistriktet Dinghu i staden Zhaoqing i provinsen Guangdong,  omkring 59 kilometer väster om provinshuvudstaden Guangzhou. Antalet invånare är 29 732. Befolkningen består av 14 016 kvinnor och 15 716 män. Barn under 15 år utgör 13,0 %, vuxna 15-64 år 76 %, och äldre över 65 år 10,0 %.